# حي الطالبية
حي الطالبية من الأحياء الراقية في القدس العربيه . بُني ما بين عقد 1920 وعقد 1930 على أرض تم شراؤها من بطريركية الروم الأرثوذكس المقدسية. وكان معظم السكان في وقت مبكر من المسيحيين العرب الأثرياء الذين بنوا منازلهم أنيقة ذات الزخارف المعمارية المغاربية والعربية، وتحيط بها الأشجار والحدائق المزهرة.
الطالبية هي حي في قلب القدس، على مشارف وسط المدينة، ويحدها من الشمال حي رحافيا، ومن الجنوب حي القطمون، في الجانب الشرقي توجد حديقة جرس الحرية، وفي الغرب توجد مؤسسات ومسكن رئيس الوزراء الإسرائيلي وأماكن ثقافية وأثرية من حوله. كانت هذه المنطقة للأغنياء من الفلسطينيين المسيحيين، وخلال الحرب في العام 1948، هاجر السكان الفلسطينيون من منازلهم في الحي، واستوطن فيها سكان يهود.
تعتبر الطالبية حاليا حيا مرموقا، يعيش فيه مواطنون أكاديميون ومهنيون ومهاجرون أغنياء من الولايات المتحدة الأمريكية وفرنسا وبريطانيا وكبار المسؤولين في الحكومات الأجنبية والدبلوماسيون، وأيضا مؤسسات مثل مسرح القدس، ومتحف الفن الإسلامي.
تعتبر منازلها ذات طابع معماري خاص، وتمتاز بعناصر معمارية انتقائية، بما في ذلك زخارف عصر النهضة والمغاربة والعربية والزخارف الخزفية الأرمينية.
|  |  |  |
|  |  |  |